# Merci (album de Magma)
Pour les articles homonymes, voir Merci.
Albums de Magma
Retrospektïẁ I-II
(1981) Mekanïk Kömmandöh
(1989)
Merci est le huitième album studio du groupe Magma. Il est paru en 1984 en vinyle sur le Label du Bon Indépendant (réf. 2403371) et a été réédité en CD par Seventh Records (réf. REX III).

## Liste des pistes

### Face 1
| No | Titre                             | Durée |
| -- | --------------------------------- | ----- |
| 1. | Call From the Dark (Ooh ooh Baby) | 7:20  |
| 2. | Otis                              | 5:20  |
| 3. | Do the Music                      | 4:25  |
| 4. | Otis (ending)                     | 1:32  |

### Face 2
| No | Titre             | Durée |
| -- | ----------------- | ----- |
| 1. | I Must Return     | 6:32  |
| 2. | Eliphas Levi      | 11:15 |
| 3. | The Night We Died | 3:40  |

## Personnel

### Formation
Près d'une trentaine de musiciens ont participé à l'enregistrement de ce disque.
- Christian Vander : chant, synthétiseurs, piano acoustique, piano électrique, Linn drum program, célesta
- Klaus Blasquiz : chant (sur un titre seulement)
- Stella Vander : chant
- Liza Deluxe : chant
- Guy Khalifa : chant, piano électrique, flûte
- Benoît Widemann : synthétiseurs
- Simon Goubert : synthétiseurs
- François Laizeau : batterie, percussions, LinnDrum program
- Marc Éliard : basse

Musicien de sessions
- Maria Popkiewicz, Alex Ferrand, Demis Visvikis: chant
- Patrick Gauthier, Jean Pierre Fouquey: claviers
- Jean-Luc Chevalier: guitare
- François Kokelaere, Zaka Percussions: percussions
- Paul Baile, Michel Goldberg, Michel Gaucher, Robin Kenyatta, Arrigo Lorenzi: Saxophones
- Christian Martinez, Philippe Slominski, Freddy Opsepian : trompette
- Christian Guizien, Denis Leloup, Jérome Naulay: Trombone
- René Garber: compos
- Julie Dassin, Ricky Dassin: paroles

### Production
- Christian Vander